# Período Gravetiano

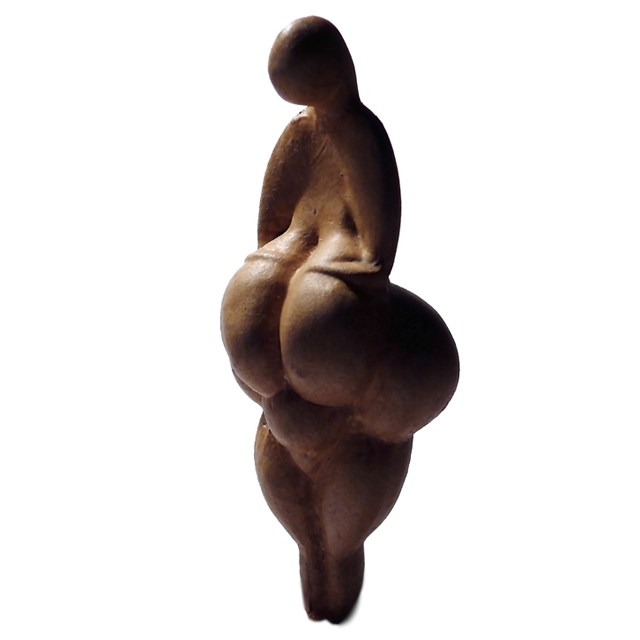
Vênus de Lespugue
Estátua de Vênus típica do Período Gravetiano.

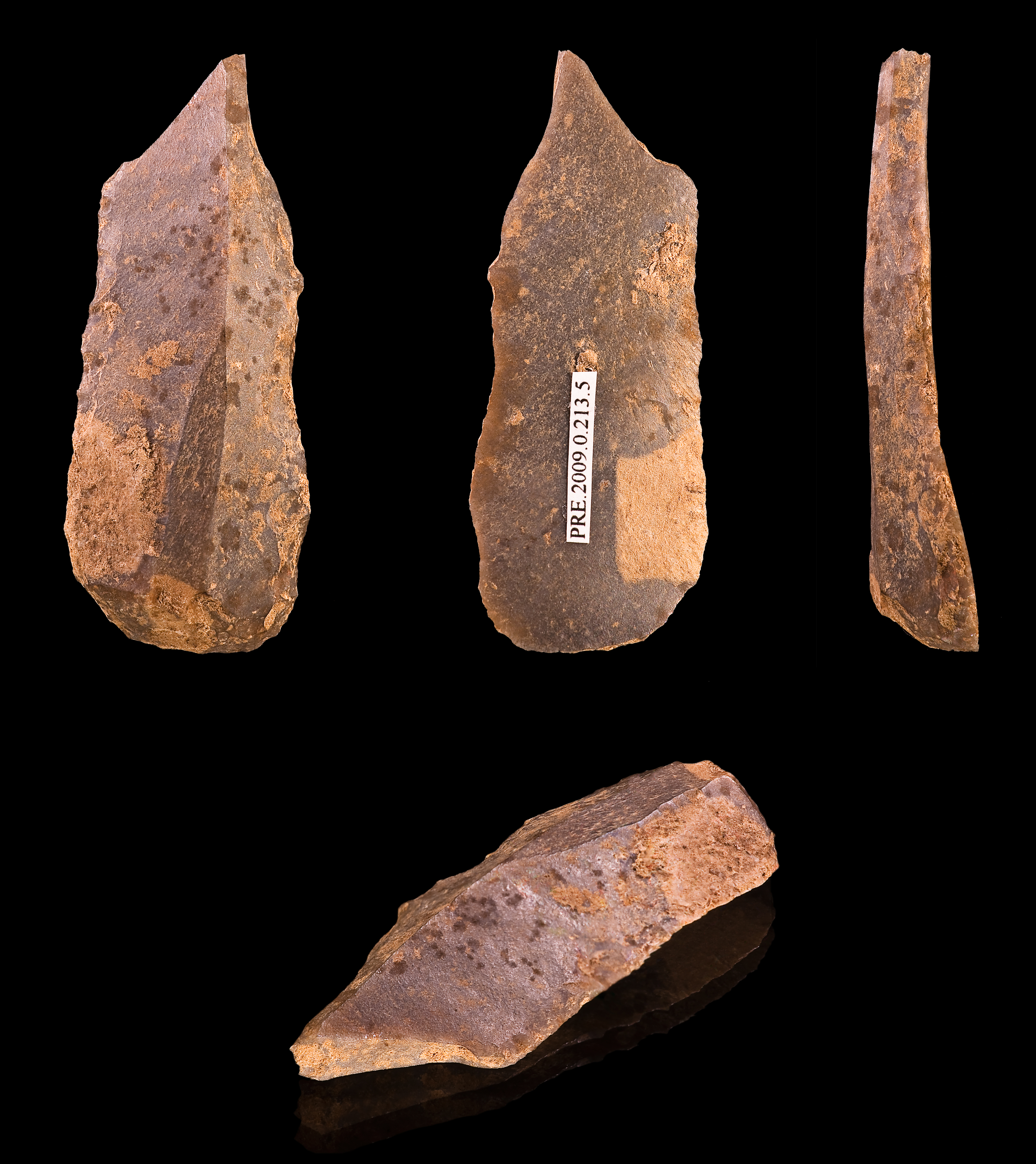
Cinzéis do Período Gravetiano.

O Período Cultural Gravetiano, que terminou há cerca de 22.000 anos, consiste em um estágio cultural de fabricação de ferramentas serializadas na Europa, no Paleolítico Superior, e que tornou-se dominante antes do último período glacial. O nome vem do sítio arqueológico de La Gravette, na região de Dordonha, França, onde as primeiras ferramentas com as características desse período foram encontradas e estudadas. Os traços mais antigos do período cultural Gravetiano foram encontrados em Kozarnika, na Bulgária. Alguns dos artefatos mais antigos se encontram na Crimeia Oriental, na gruta arqueológica de Buran-Kaya, e datam de 32.000 anos atrás.  
Os artefatos encontrados no local sucedem os do Período Aurignaciano.Em agosto de 2013, arqueologistas romanos encontraram um pingente gravetiano de 20.000 anos no sítio paleolítico de Poiana Ciresului ("Clareira das cerejas", em português), perto de Piatra Neamț, na Romênia oriental. Até onde se tem notícia, o objeto recém-descoberto se tornaria parte da Coleção de artefatos do paleolítico do Museu de História de Târgoviște, na nova seção de evolução humana.

## Características
Os artefatos que indicam a presença do Período Cultural Gravetiano são pequenas lâminas afiadas com uma parte traseira plana e cega, também conhecidas como "Chisel de Noailles". Algumas obras notáveis do Gravetiano incluem centenas de Estatuetas de Vênus, que podem ser encontradas por várias partes da Europa. A cultura anterior já produzia estatuetas similares e entalhes.

## Período histórico
O Período Cultural Gravetiano é uma fase que começou há 32.000 anos e terminou há 22.000 anos no Paleolítico Superior Europeu. Ele caracteriza-se por uma fabricação seriada de ferramentas pontiagudas de pedra com lâminas pequenas utilizadas na temporada de caça de animais de grande porte bisões, cavalos, renas e mamutes, e utilizavam-se redes para a temporada de caça de animais de pequeno porte. A caça pode ser categorizada de duas formas, por região: em região gravetiana ocidental,  mais conhecida pelas grutas arqueológicas da França, e em região gravetiana oriental, caracterizada pelas regiões em que caçadores de mamute especializados agiam, nas planícies da Europa Central e na Rússia, da mesma forma como iria acontecer no Período Cultural Pavloviano.

## Influências na literatura
Os artefatos e as tecnologias do Gravetiano e do seu predecessor, o Período Aurignaciano, na obra ficcional Os filhos da terra, uma adaptação romantizada muito popular, que se inspira grandamente nas descobertas e teorias do Gravetiano. Na série, as Estatuetas de Vênus são uma figura central de um ritual de fertilidade e de adoração da "Grande Mãe Terra", um espírito da natureza pelo qual flui toda a vida.